# Järrestads församling
Järrestads församling var en församling i Lunds stift och i Simrishamns kommun. Församlingen uppgick 2006 i Simrishamns församling.

## Administrativ historik
Församlingen har medeltida ursprung.
Församlingen var till 2 maj 1578 annexförsamling i pastorat Gladsax och Järrestad för att därefter till 1962 vara annexförsamling i pastoratet Simrishamn och Järrestad. Från 1962 till 2006 var församlingen annexförsamling i pastoratet Simrishamn, Järrestad, Simris, Östra Nöbbelöv och Gladsax. Församlingen uppgick 2006 i Simrishamns församling.

## Kyrkor
- Järrestads kyrka